# 旅の指さし会話帳DS
旅の指さし会話帳DS（たびのゆびさしかいわちょうディーエス）は、2006年4月20日と4月27日に任天堂が発売したニンテンドーDSのソフト。Touch! Generationsのひとつ。

## 概要
情報センター出版局発行の『旅の指さし会話帳』をニンテンドーDS用に編集したもの。タイ・中国・韓国・アメリカ・ドイツの5種類がある。

## 主な機能
基本は原本のように、単語の発音などを調べるためのものだが、これには他に以下の機能が搭載されている。
- 音声機能
指定した単語の発音などを再生する。
- フリーフォーム
タッチペンを使って、地図やメモなどを自由に書く。
- 単語集
その他の単語のスペルや発音記号の閲覧。